# Sugar City (Colorado)
Sugar City és una població dels Estats Units a l'estat de Colorado. Segons el cens del 2000 tenia 279 habitants.

## Demografia
Segons el cens del 2000, Sugar City tenia 279 habitants, 117 habitatges, i 78 famílies. La densitat de població era de 283,5 habitants per km².
Dels 117 habitatges en un 28,2% hi vivien nens de menys de 18 anys, en un 53,8% hi vivien parelles casades, en un 9,4% dones solteres, i en un 33,3% no eren unitats familiars. En el 28,2% dels habitatges hi vivien persones soles el 12,8% de les quals corresponia a persones de 65 anys o més que vivien soles. El nombre mitjà de persones vivint en cada habitatge era de 2,38 i el nombre mitjà de persones que vivien en cada família era de 2,97.
Per edats la població es repartia de la següent manera: un 26,2% tenia menys de 18 anys, un 5% entre 18 i 24, un 24,7% entre 25 i 44, un 25,4% de 45 a 60 i un 18,6% 65 anys o més.
L'edat mediana era de 42 anys. Per cada 100 dones de 18 o més anys hi havia 85,6 homes.
La renda mediana per habitatge era de 25.208 $ i la renda mediana per família de 27.500 $. Els homes tenien una renda mediana de 27.813 $ mentre que les dones 18.750 $. La renda per capita de la població era de 12.564 $. Entorn del 12,9% de les famílies i el 19,6% de la població estaven per davall del llindar de pobresa.

## Poblacions més properes
El següent diagrama mostra les poblacions més properes.